# Anaxyrus terrestris
Anaxyrus terrestris är en groddjursart som först beskrevs av Pierre Joseph Bonnaterre 1789.  Anaxyrus terrestris ingår i släktet Anaxyrus och familjen paddor. IUCN kategoriserar arten globalt som livskraftig. Inga underarter finns listade i Catalogue of Life.

## Bildgalleri

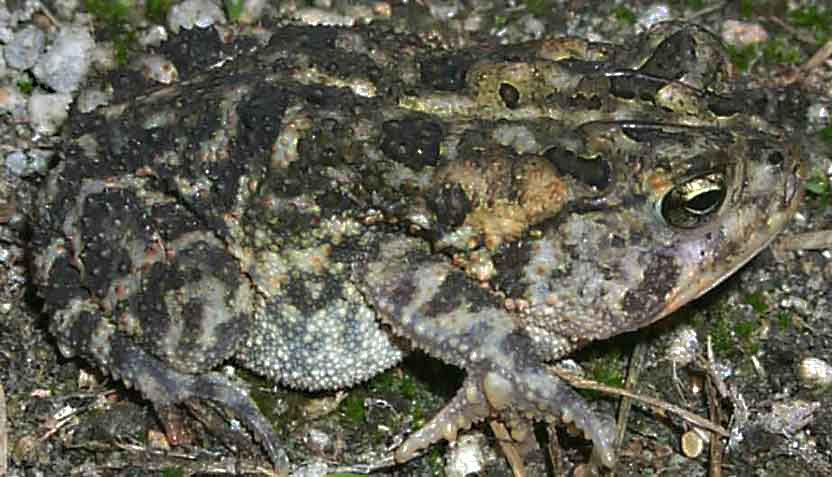
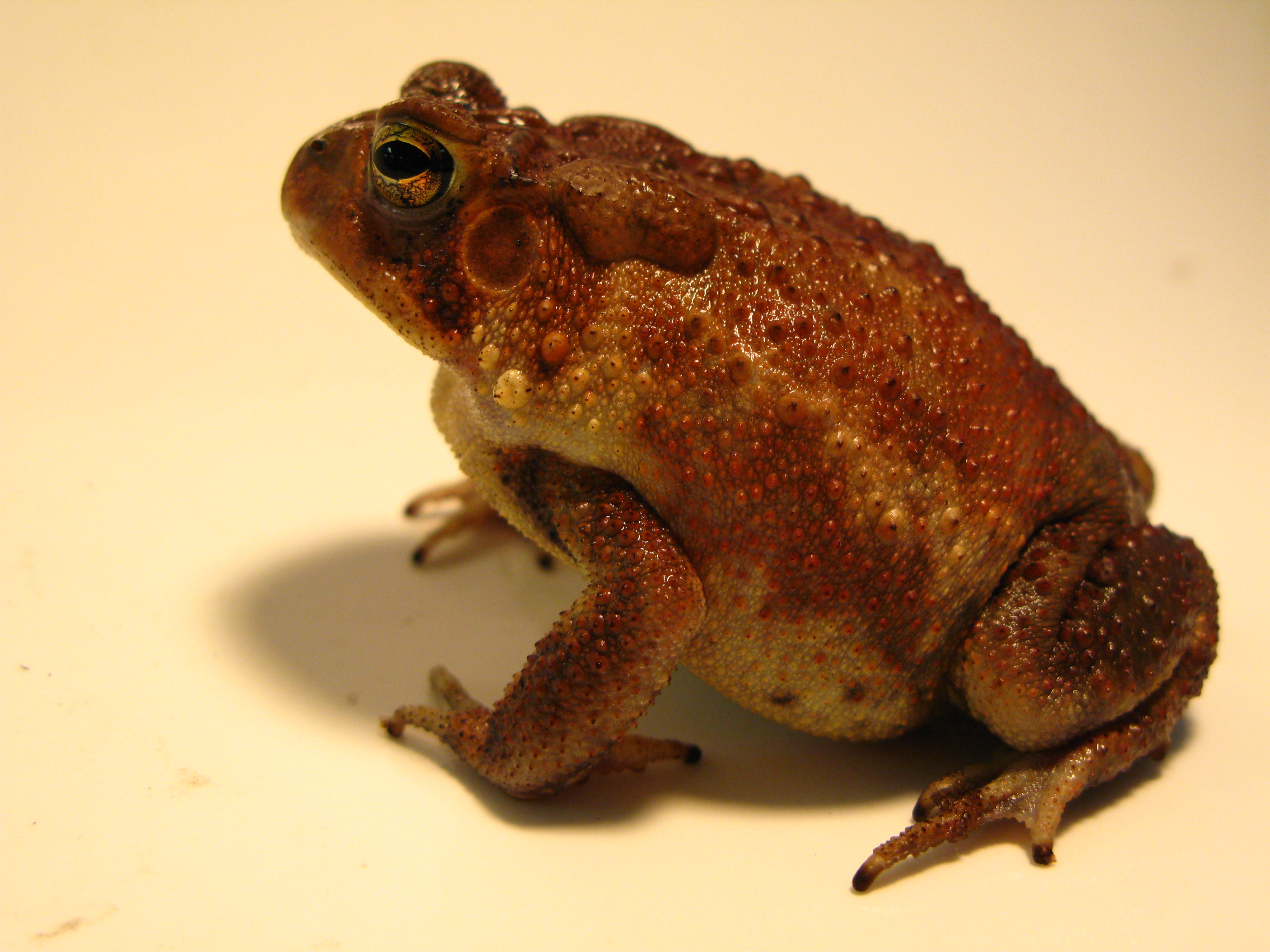
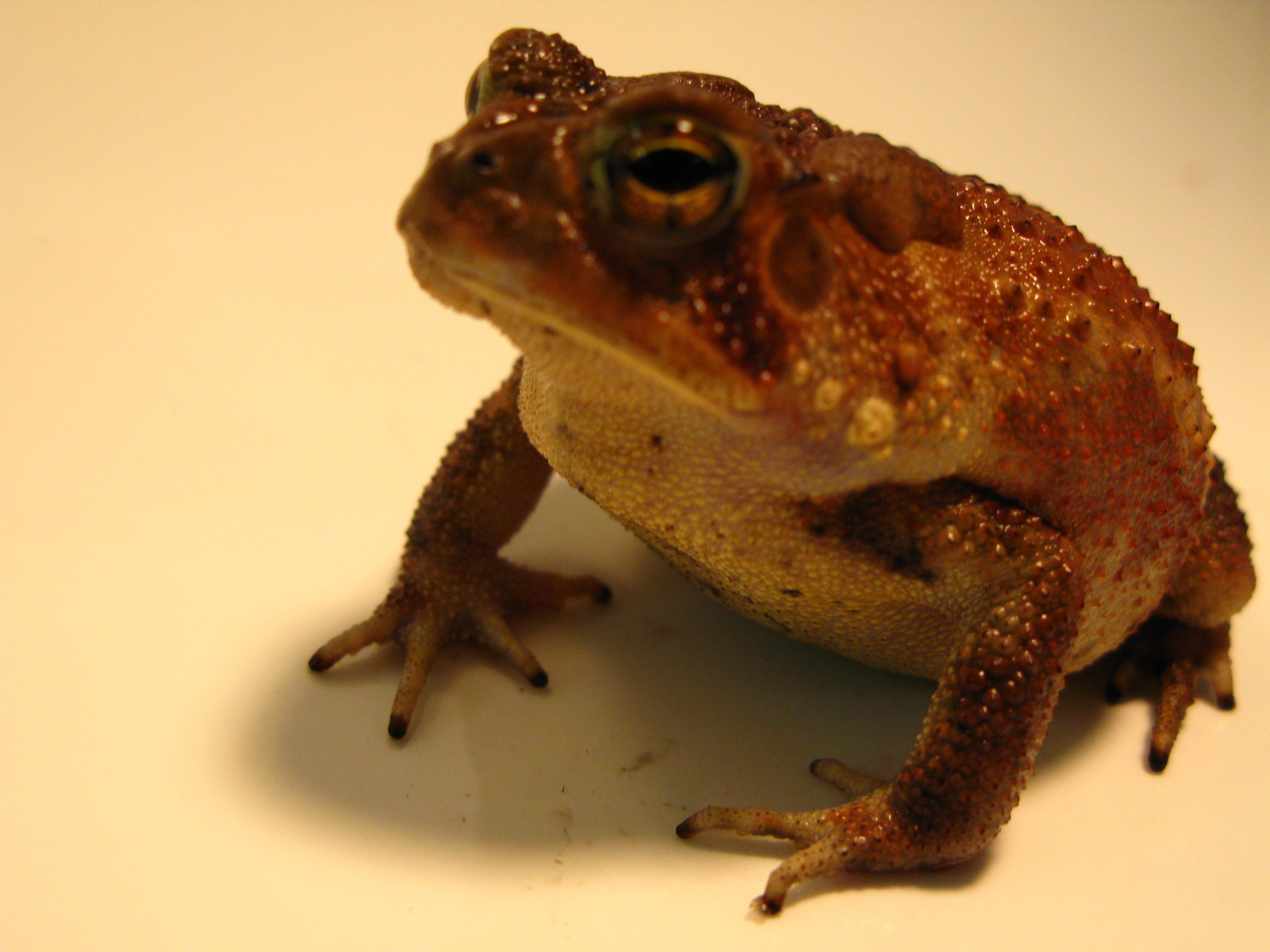
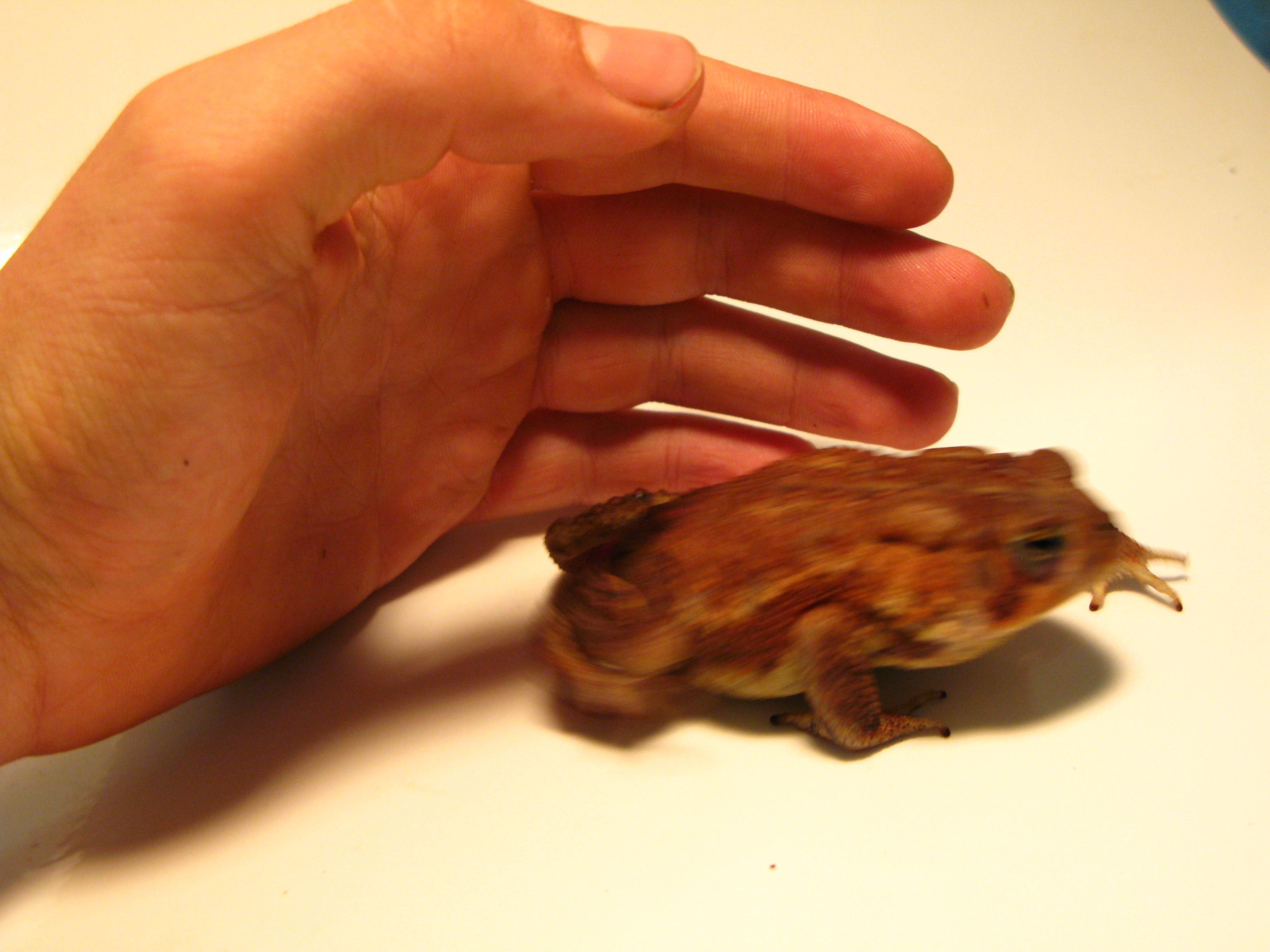